# کوه صفا و مروه
کوه صفا، کوه کم‌ارتفاعی است در کنار مسجدالحرام که در دامنه کوه «ابوقبیس» واقع شده‌است. معنای آن در لغت، به معنی سنگ سخت و صاف است. تپه صفا به طرف شرق مسجدالحرام است. کسی که بر بالای آن بایستد، روبه روی حجرالاسود قرار می‌گیرد. فاصله این کوه تا کوه مروه حدود 378 متر است.

## در تاریخ اسلام
کوه صفا، نقطه شروع دعوت علنی حضرت محمد(ص)بود. او در پی نزول آیه ۹۴ سوره حجر بر بالای این کوه قرار گرفت و ضمن سخنانی مردم را به توحید، نبوت، معاد، عدل راهنمایی و آنها را رسماً از پرستش بت و گرایش به شرک، فساد و انحراف برحذر داشت و رسالت خویش را از فراز آن به جهانیان اعلام کرد.
همچنین روز فتح مکه بر فراز آن رفت و بشارت فتح مسلمانان را به مردم داد. پیش از آن، تعداد ۳۶ بت روی کوه صفا و مروه و بت‌های زیادی در فاصله بین آنها قرار داشت که همه آنها توسط محمد شکسته شدند.
همچنین در روایات اسلامی آمده‌است که پس از آن که ابراهیم همسرش هاجر و فرزندش اسماعیل را در مکه که سرزمینی بی آب و علف بود، رها کرد، هاجر در پی یافتن آب برای فرزندش و با دیدن سراب میان صفا و مروه هفت بار به جستجوی آب شتافت و بدون اینکه آبی پیدا کند نزد فرزندش بازگشت. اما ناگهان در بازگشت چشمه آبی را در کنار اسماعیل می‌یابد.

## در قرآن
نام کلمه صفا و مروه در قرآن یکبار در سوره بقره آیه ۱۵۸ آمده و از آن دو، به عنوان «شعائرالله» یاد شده‌است، که در مناسک و اعمال حج، سعی بین آن دو کوه، باید انجام شود.

## در ادبیات فارسی
خاقانی شروانی شاعر قرن ششم در سفرنامه خود (تحفه العراقین) در توصیف این دو کوه این چنین سروده است:
| پس هم بزمان ز سر کنی پای |  | آری سوی مروه و صفا رای  |
| از سنگ صفا صفا پذیری     |  | مروا ز جمال مروه گیری   |
| بینی دو برادران همخوی    |  | یک رنگ همیشه روی در روی |
| چون جو زا فرق سر گشاده   |  | از یک مادر دو گانه زاده |

## نگارخانه

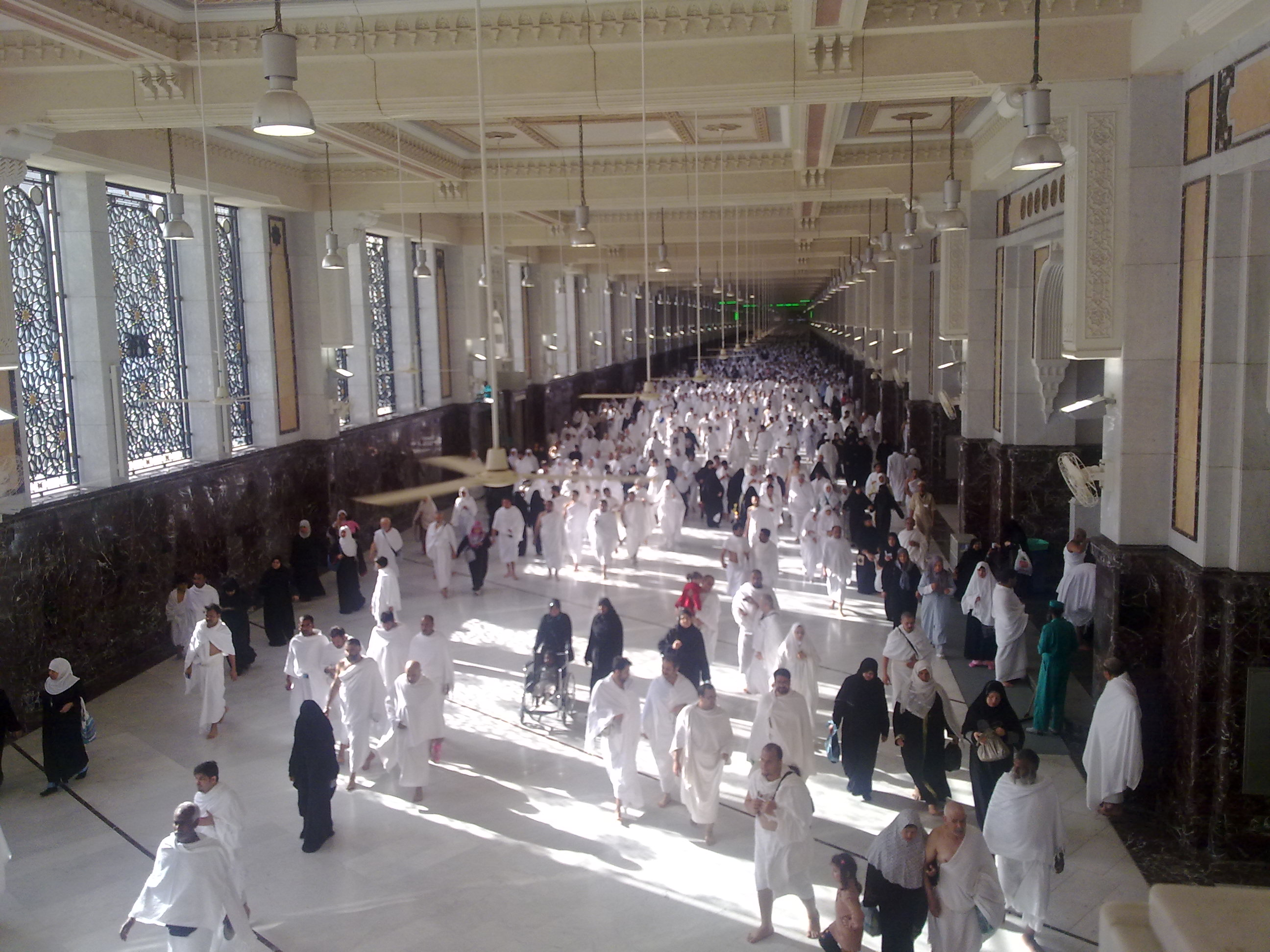
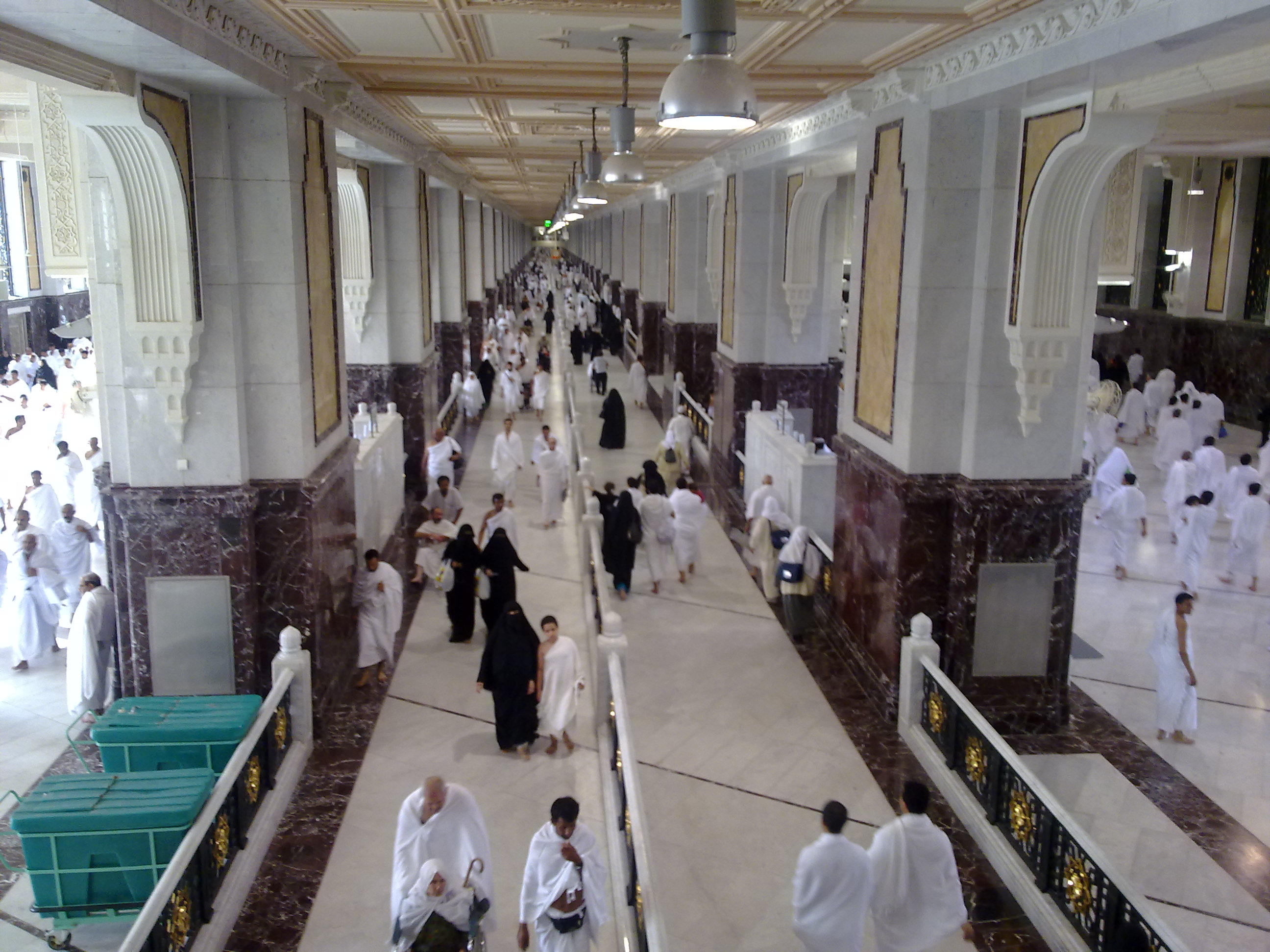
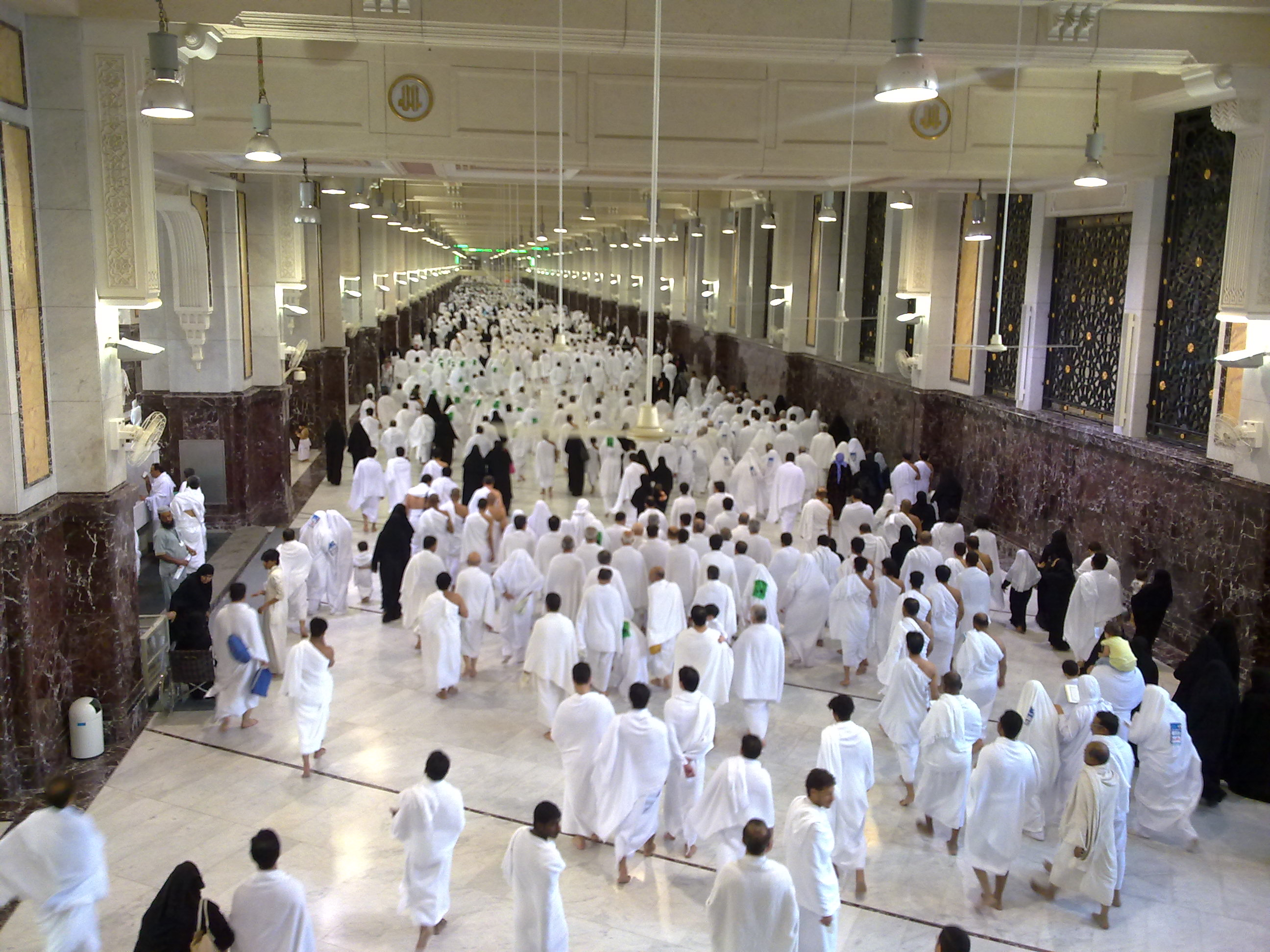

## همچنین ببینید
- بقیع
- کوه احد
- مسجد قبا
- مسجد ذوقبلتین
- رمضان در اسلام
- زکات فطره
- روزه در اسلام
- افطار
- عید فطر
- فروع دین
- تعطیلات اسلامی
- روز عرفه
- رویداد مباهله
- فانوس رمضان
- معراج
- میلاد پیامبر
- نیمه شعبان
- چله روزه
- جمعة الوداع
- رمضان (ماه)
- رمضان در ایران
- آریایی
- شب احیا
- مجادله جنگ علیه اسلام
- ابن صوفی
- المجدی
- مکاشفه (مذهب)
- ابن عنبه
- صلوات
- کعبه
- جبل النور
- سرزمین منا
- جبل الرحمه